# Carlos Waitz
Carlos Alberto Waitz Misenta (Mar del Plata, Buenos Aires, Argentina; 15 de diciembre de 
1954 - ídem; 26 de enero de 1977) fue un actor argentino de teatro, el único en ser secuestrado durante la última dictadura cívico-militar en plena función de una obra.

## Carrera
Waitz nació el 15 de diciembre de 1954 en la ciudad de Mar del Plata, Buenos Aires. Cursó sus estudios primarios y secundarios en el Instituto Peralta Ramos.
Waitz era un militante social, un ferviente peronista, que además se desempeñó como actor de teatro con roles de reparto. Integró el grupo Nuevos Actores Marplatenses, que lo dirigía Rubén Benítez y en el que la formaba también el actor Jorge Cirelli, con quienes estrenó la obra de Abelardo Castillo titulada Israfel, estrenada en diciembre de 1976 y que se extendió un tiempo más. En ese momento compartían la sala con China Zorrilla, que tenía su espectáculo cuando ellos terminaban.

## Secuestro
Waitz se hizo sobre todo popular en los jóvenes actuales por ser el primer intérprete argentino en ser secuestrado en pleno escenario, y posteriormente asesinado y desaparecido.
El 26 de enero de 1977, en el teatro “La Botonera", mientras estrenaba una función de Israfel, uno de los actores, Cirelli pudo ver que mientras él relataba un cuento de Edgar Allan Poe, el dueño del teatro ingresó por un costado con un grupo de policías. Posteriormente, ingresaron a los camarines y preguntaron por El Tabernero, puesto que Waitz interpretaba el papel del Tabernero, y luego se lo llevaron. Waitz llegó a salir a escena en lo que era el primer acto, que se denominaba "primera taberna", y cuando estaba para actuar en la "segunda Taberna", se lo llevaron de los camarines.
Luego de ello nunca se supo más nada de su paradero. Luego de 35 años y tras largas luchas en búsqueda de su paredero, sus restos aparecieron en una fosa común del cementerio de Avellaneda junto a 15 cuerpos más, todos oriundos de Mar del Plata, según lo determinó un estudio realizado por el Equipo Argentino de Antropología Forense (EAAF).
Por su parte Alejandra Rincón, de la Asociación Argentina de Actores, entregó a la familia una placa recordatoria. La abogada Gloria León, querellante por los organismos de Derechos Humanos en los juicios de lesa humanidad contra represores en Mar del Plata y amiga de la Facultad de Derecho local de Carlos Waitz, sintetizó que “en aquellos años soñábamos con cambiar el mundo, hacer la revolución por un país mejor”.
Sus restos finalmente descansan en el cementerio de La Loma, en la zona de Playa Grande. 